# فهرست مربیان فوتبال سرشناس اهل پرتغال
در این مقاله فهرستی از مربیان سرشار اهل کشور پرتغال را مشاهده می‌کنید:

## خوزه مورینیو
«خوزه ماریو داس سانتوس فلیکس مورینیو» در تاریخ ۲۶ ژانویه ۱۹۶۳ در شهر ستوبال پرتغال متولد شد. لقب اصلی وی، «آقای خاص» می‌باشد که ابداع مطبوعات انگلیس است. بسیاری از کارشناسان فوتبال جهان وی را «بزرگ‌ترین مربی تاریخ فوتبال جهان» می‌نامند.
مورینیو در خانواده فوتبالی به دنیا آمد و پسر خوزه فلیکس مورینیو دروازه‌بان پرتغال در جام جهانی ۱۹۶۶ و به‌طور کل دهه ۵۰ و ۶۰ فوتبال پرتغال است.
خوزه مورینیو سرمربی پرتغالی، ابتدا مترجم «سر بابی رابسون» مربی معروف انگلیسی در باشگاه اسپورتینگ کلاب پرتغال شد و پس از عزیمت «بابی رابسون» به بارسلونا، وی باز هم به عنوان مترجم و دستیار در کنار این مربی انگلیسی بود. اما مورینیو که اصلیت پورتویی داشت، کار خود را به عنوان سرمربی با تیم بنفیکا لیسبون در ۲۰ سپتامبر ۲۰۰۰ آغاز کرد و در سال ۲۰۰۲ سرمربی پورتو شد و از آن‌جا بود که موفقیت‌های «آقای خاص» فوتبال اروپا آغاز شد.

## کارلوس مانوئل بریتو لئال کیروش
«کارلوس مانوئل بریتو لئال کیروش» زمانی به عنوان بازیکن در لیگ پرتغال فعالیت داشت و دروازه‌بان مطرحی بود. وی در اول مارس ۱۹۳۵ در نامپولا موزابیک از مستعمرات پرتغال به دنیا آمد. او از سوی مؤسسه آمار و اطلاعات فوتبال، به عنوان پدیده سازترین سرمربی جهان معرفی شده‌است. کیروش که در دهه ۹۰، بویژه زمانی که هدایت تیم زیر ۲۰ ساله‌های پرتغال در سال‌های ۱۹۹۰، ۱۹۹۱ و همچنین تیم بزرگسالان پرتغال طی سال‌های ۱۹۹۳–۱۹۹۱ را برعهده داشت، یکی از طلایی‌ترین نسل فوتبال پرتغال را با بازیکنان چون ژائو پینتو، لوئیس فیگو، مانوئل روی کاستا، فرناندو کوتو و سرجیو کونسیسائو را به جهان معرفی کرد.

## آندره‌آ ویلاس بو آس
«آندره‌آ ویلاس بو آس» در تاریخ ۱۷ اکتبر ۱۹۷۷ به دنیا آمد و نام اصلی وی «لوئیس آندره ده پینا کابرال ده ویلاس بوآس» است و به عنوان «مورینیو» ی جدید شناخته می‌شود. نام بوآس در لیست مالکان تیم‌های بزرگ اروپایی برای هدایت تیم‌هایشان دیده می‌شود و رؤیای آنها پذیرفتن سمت سرمربیگری وی است.

## نلو وینگادا
"ادواردو مانوئل مارتینهو وینگاداً ملقب به "نلو وینگادا": وی در ۳۰ مارس ۱۹۵۳ در سرپا پرتغال به دنیا آمد. وینگاداد که کار مربیگری را در سال ۱۹۸۱ با تیم بلنزه آغاز کرد، در تیم‌های آسیایی و آفریقایی افتخارات زیادی دارد و حتی در سال ۲۰۰۹، سرمربی تیم پیروزی ایران نیز شد. فوتبال اردن در زمان هدایت وینگادا به تحول بزرگی دست یافت.

## اومبرتو مانوئل دی خسوس کوئیلو
"اومبرتو مانوئل دی خسوس کوئیلو": وی در ۲۰ آوریل ۱۹۵۰ در سدوفینا پرتغال به دنیا آمد. او سرمربی تیم ملی پرتغال بین سال‌های ۱۹۹۷ تا ۲۰۰۰ بود.